# 第146师 (以色列)
第146师，是以色列陸軍的一个预备役师，目前隶属于北部军区，曾參加第四次中東戰爭與多次以巴衝突。

## 历史
该师成立于1954年。當時該師名為第38师。在赎罪日战争至2020年9月期間，該師被稱為第319装甲师。在1973年的第四次中东战争中，以色列陆军第319装甲师参加了在戈兰高地的战争。